# Global Wars Espectacular
Global Wars Espectacular fue un evento de lucha libre profesional producido en conjunto por la empresa estadounidense Ring of Honor (ROH) y la empresa mexicana Consejo Mundial de Lucha Libre (CMLL). La gira abarcará tres fechas, del 6 al 8 de septiembre. Tuvo paradas en Dearborn, Míchigan en el primer día, Villa Park, Illinois en su segundo día y Milwaukee, Wisconsin en el tercer y último día, respectivamente. Los eventos estarán disponibles en vivo en Honor Club y FITE TV.

## Producción
Ring of Honor (ROH) y Consejo Mundial de Lucha Libre (CMLL) comenzaron una relación de trabajo a mediados de la década de 2010, con los luchadores de ROH viajando a México para competir en espectáculos de CMLL y luchadores de CMLL trabajando seleccionados muestra en los Estados Unidos para Ring of Honor. Las dos empresas han colaborado en eventos durante el año, como el Gran Prix Internacional de 2016 a 2019 en México, el Summer Supercard en 2019, y el 85th Aniversario del CMLL donde el luchador de ROH Matt Taven trabajó en el evento principal.
A fines de julio, ROH anunció que se habían asociado con CMLL para una gira de "Global Wars Espectacular" de tres días, como parte de su serie anual de eventos de Global Wars. La gira de tres lugares comenzaría el 6 de septiembre de 2019 en el Ford Community Center en Dearborn, Míchigan. La segunda parada, el 7 de septiembre, será en la Expo Odeum en Chicago y concluyó en el Casino Potawatomi en Milwaukee el 8 de septiembre. Varios de los combates contarán con luchadores de ROH y CMLL enfrentados, además de las luchas no promocionales.

## Resultados

### Global Wars Espectacular: Noche 1
- Dak Draper derrotó a The Haitian Sensation y ganó la oportunidad para clasificarse en el Top Prospect Tournament.
- Silas Young y Josh Woods derrotaron a The Bouncers (Brian Milonas & Beer City Bruiser).
- Rush derrotó a Tritón
  - Rush cubrió a Tritón después de un «Bull Horns Dropkick».
- Mark Haskins derrotó a Rhett Titus.
  - Haskins cubrió a Titus después de un «Bull Horns Dropkick».
- Kenny King derrotó a Jeff Cobb y Tracy Williams
- Dalton Castle y Joe Hendry derrotaron a Jay Lethal y Jonathan Gresham.
- Villain Enterprises (Brody King, Flip Gordon, Marty Scurll & PCO) derrotaron a Bárbaro Cavernario, Hechicero, Okumura y Rey Bucanero.
- Stuka Jr. y Volador Jr. derrotaron a The Kingdom (Matt Taven & Vinny Marseglia).
- Bandido derrotaron a Jay Briscoe.

### Global Wars Espectacular: Noche 2
- Campeonato Mundial de ROH: Matt Taven (c) vs. Volador Jr.
- Rush vs. Bárbaro Cavernario.
- Carístico, Stuka Jr. y Tritón vs. Jay Lethal, Jeff Cobb y Jonathan Gresham.
- Josh Woods y Silas Young vs. PJ Black y Okumura.
- Lifeblood (Bandido, Mark Haskins & Tracy Williams) vs. Villain Enterprises (Brody King, Flip Gordon & PCO).
- Colt Cabana vs. Dalton Castle vs. Marty Scurll vs. Kenny King.

### Global Wars Espectacular: Noche 3
- The Briscoe Brothers (Mark Briscoe & Jay Briscoe) y Bárbaro Cavernario vs. Lifeblood (Bandido, Mark Haskins & Tracy Williams).
- Flip Gordon vs. PJ Black vs. Tritón.
- Carístico, Stuka Jr. y Volador Jr. vs. Hechicero, Okumura y Rey Bucanero.
- Jeff Cobb y Rush vs. The Kingdom (Matt Taven & Vinny Marseglia).